# Lotononis schwansiana
Lotononis schwansiana är en ärtväxtart som beskrevs av Moritz Kurt Dinter. Lotononis schwansiana ingår i släktet Lotononis och familjen ärtväxter. Inga underarter finns listade i Catalogue of Life.